# مرقد السيد سعيد تشليتشة
مرقد السيد سعيد تشليتشة (بالفارسية: امامزاده سید سعید چلیچه) هو مرقد شيعي تاريخي يعود إلى السلالة الصفوية والقاجاريون ويقع في تشليتشه.